# 下呂市役所
下呂市役所（げろしやくしょ）は、地方公共団体である岐阜県下呂市の組織が入る施設（役所）。

## 概要

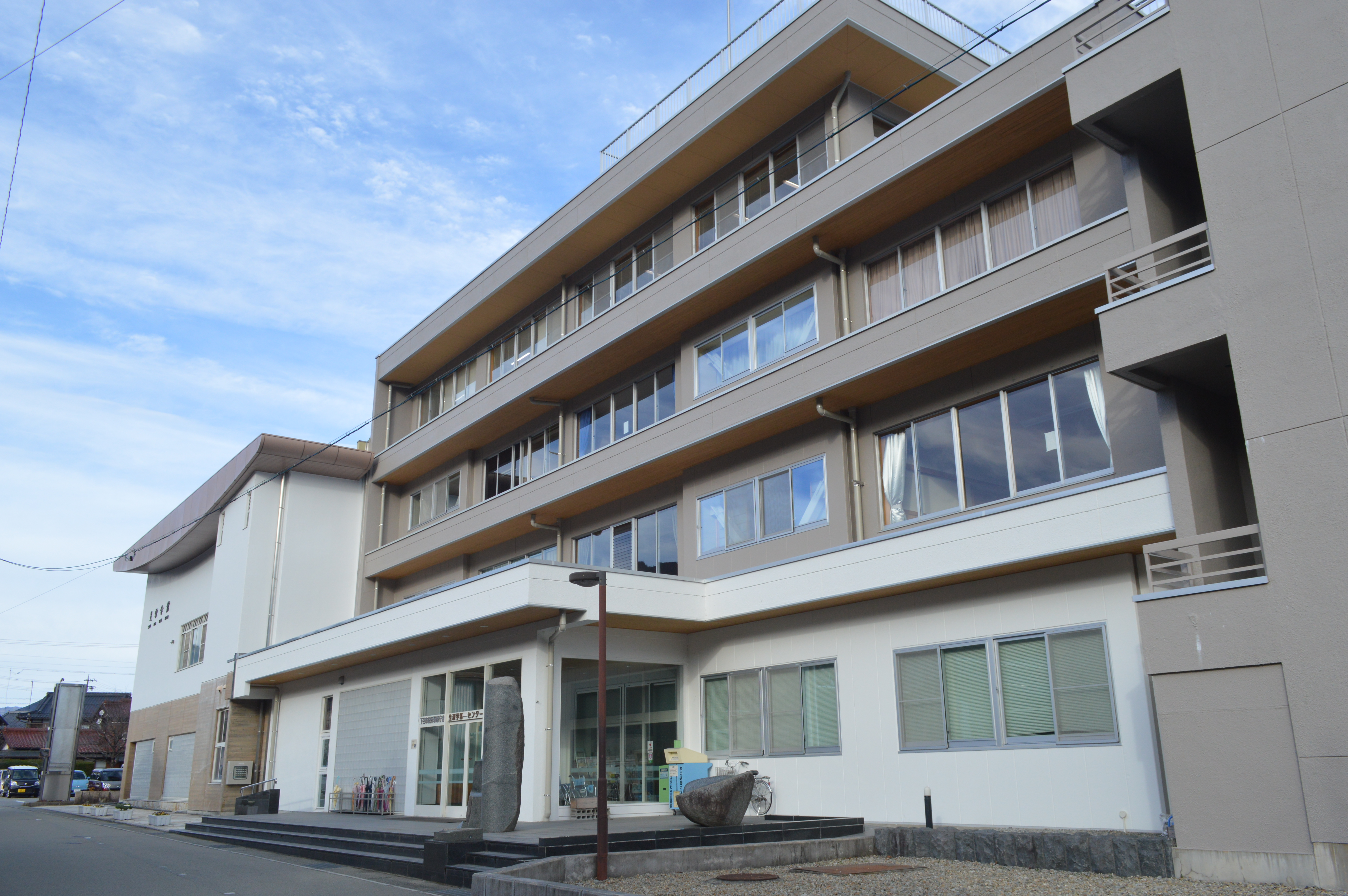
下呂市役所萩原庁舎がある星雲会館

- 庁舎は下呂庁舎、萩原庁舎の2か所となっており、下呂庁舎が本庁に該当する。
- 下呂庁舎は旧・益田郡下呂町役場（1966年完成。延床面積2,871㎡）である。萩原庁舎は旧・益田郡萩原町役場（1960年完成。延床面積1,962㎡）を使用していたが、老朽化のため、2017年（平成29年）に萩原町萩原1166番地8の複合施設下呂市星雲会館に移転している。
- 組織の一部（建設課、建設総務課、農務課など）は岐阜県下呂総合庁舎内にある。
- 2014年（平成26年）12月に、新庁舎を岐阜県立下呂温泉病院跡地に建設する方針を市長が表明したが[1]、2024年現在進展はない。

## 業務時間
- 月曜日から金曜日の8時30分から17時15分（土曜日・日曜日・祝日・年末年始を除く）

## 業務内容

### 下呂庁舎
- 議会総務課
- 監査課
- 会計課
- 総務課
- 財務課
- 市民課
- 税務課
- 危機管理課
- 市民活動推進課
- 企画課
- 秘書広報課
- 観光課
- 商工課
- 上下水道課
- 生活課

### 萩原庁舎
- 社会福祉課
- 高齢福祉課
- 児童福祉課
- 健康医療課
- 教育総務課
- 学校教育課

## 振興事務所
萩原振興事務所
- 下呂市萩原町萩原1166番地8　下呂市星雲会館（下呂市役所萩原庁舎）内

小坂振興事務所　※下呂市小坂美術品展示館、下呂市立小坂図書室を併設
- 下呂市小坂町小坂町815番地5

下呂振興事務所
- 下呂市森801番地10　下呂市下呂市民会館内

金山振興事務所　※下原公民館、下呂市金山郷土館を併設
- 下呂市金山町大船渡600番地8

馬瀬振興事務所　※下呂市立馬瀬図書室を併設
- 下呂市馬瀬名丸406番地

## 交通アクセス
下呂庁舎
- 高山本線「下呂駅」下車、徒歩約10分。

萩原庁舎
- 高山本線「飛騨萩原駅」下車、徒歩約10分。